# Garganta de Navalíshchina
La garganta de Navalíshchina (en ruso: Навали́шинское уще́лье; Navalíshchinskoye ushchelie) es un cañón situado en el curso medio del Bolshaya Josta, formado al atravesar este la cordillera de Ajún. Está situado en el territorio administrativo del distrito de Josta de la unidad municipal de la ciudad de Sochi, en el krai de Krasnodar del sur de Rusia.
Tiene una longitud de 1 500 m. En las laderas del cañón crecen árboles relictos, como el tejo y el boj. En la ladera próxima del monte Ajún, se halla la "Arboleda del Tejo y el Boj". Su nombre deriva del apellido del propietario de las tierras del área circundante, Navalíshina. En las cercanías se halla la fortaleza de Josta.

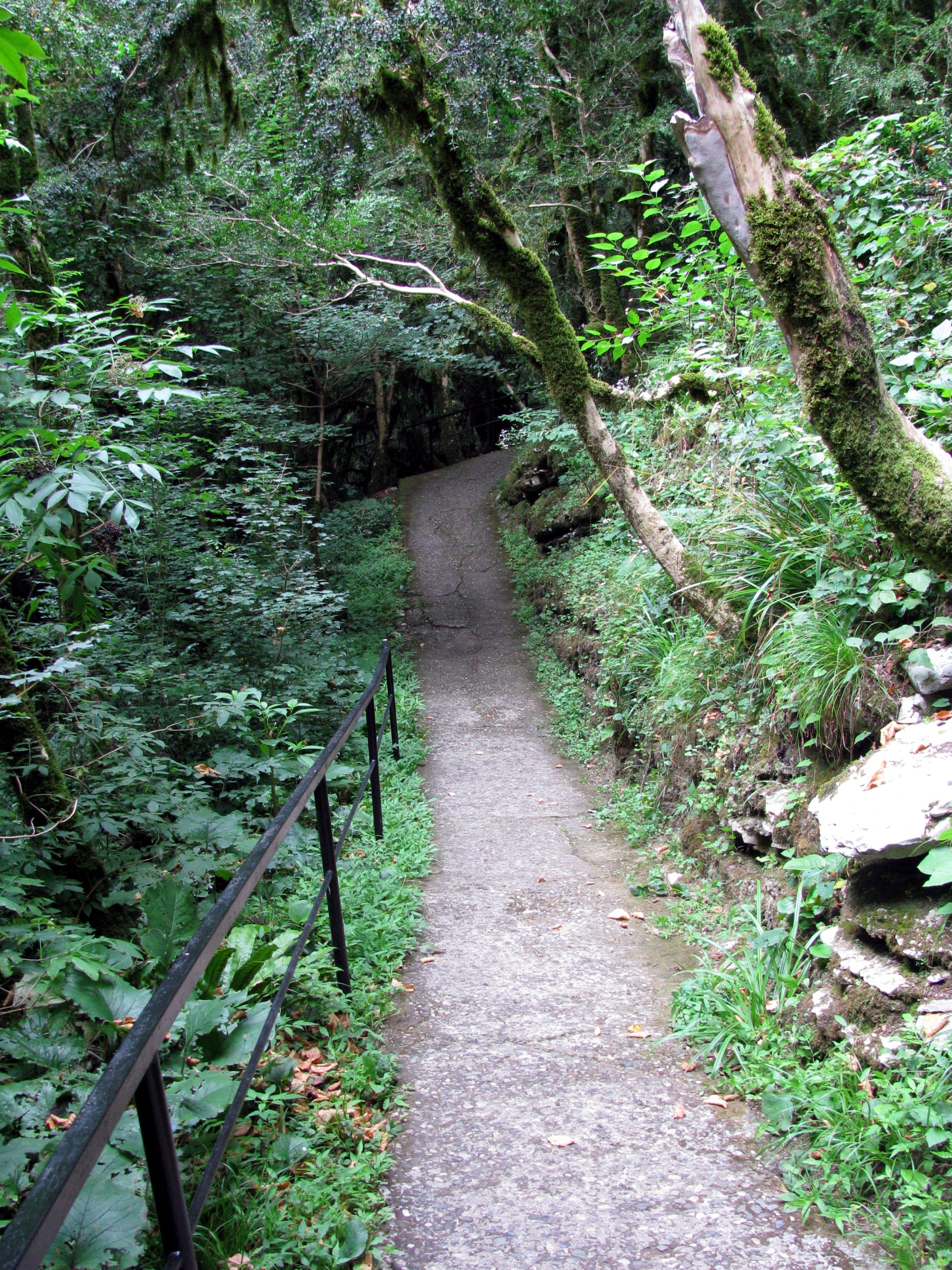
Arboleda del Tejo y el Boj.